# Häusliches Arbeitszimmer

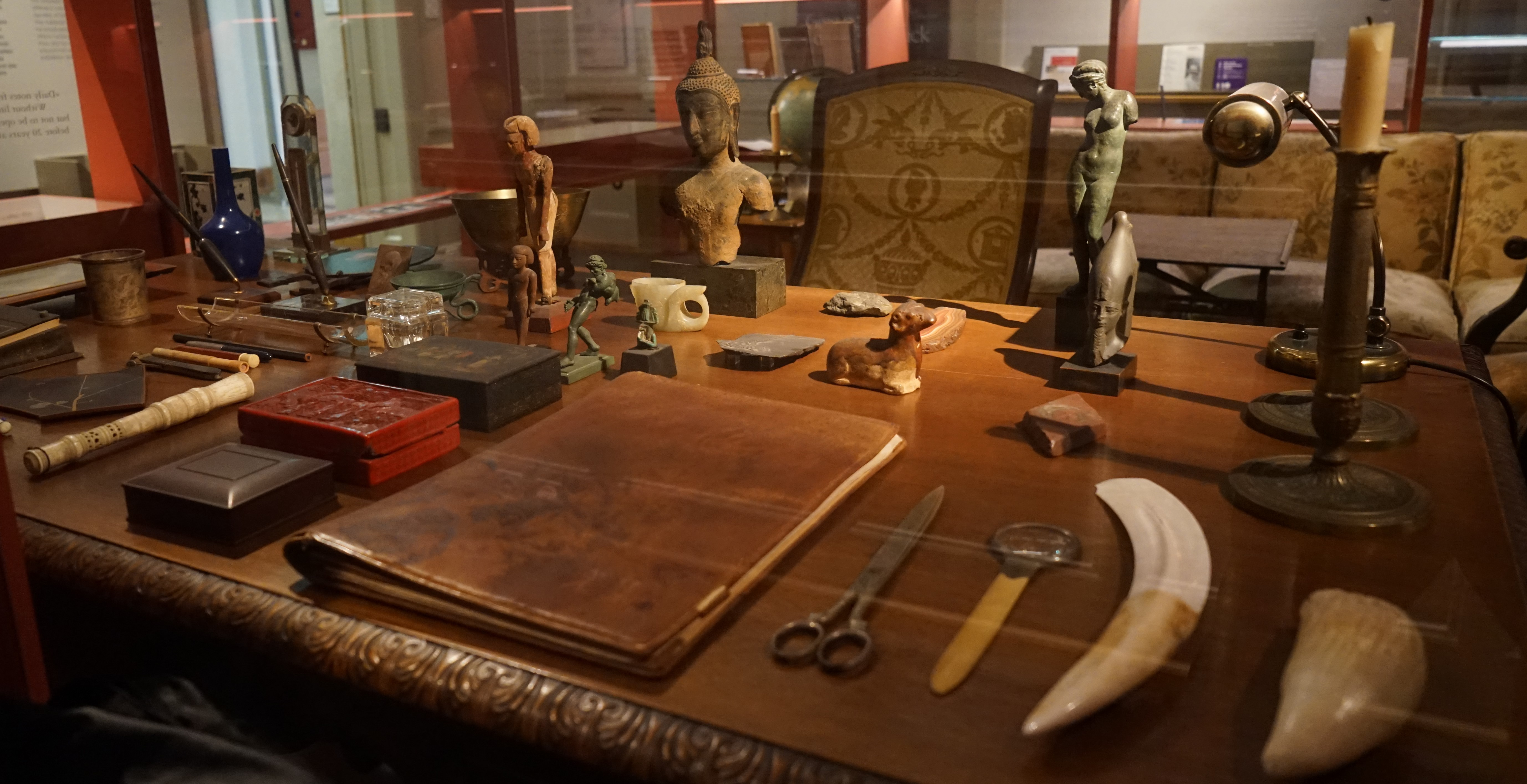
Thomas Manns Schreibtisch. Ausstellung: Im Schreiben eingerichtet. Thomas Mann und sein Arbeitszimmer. Zürich (2025).

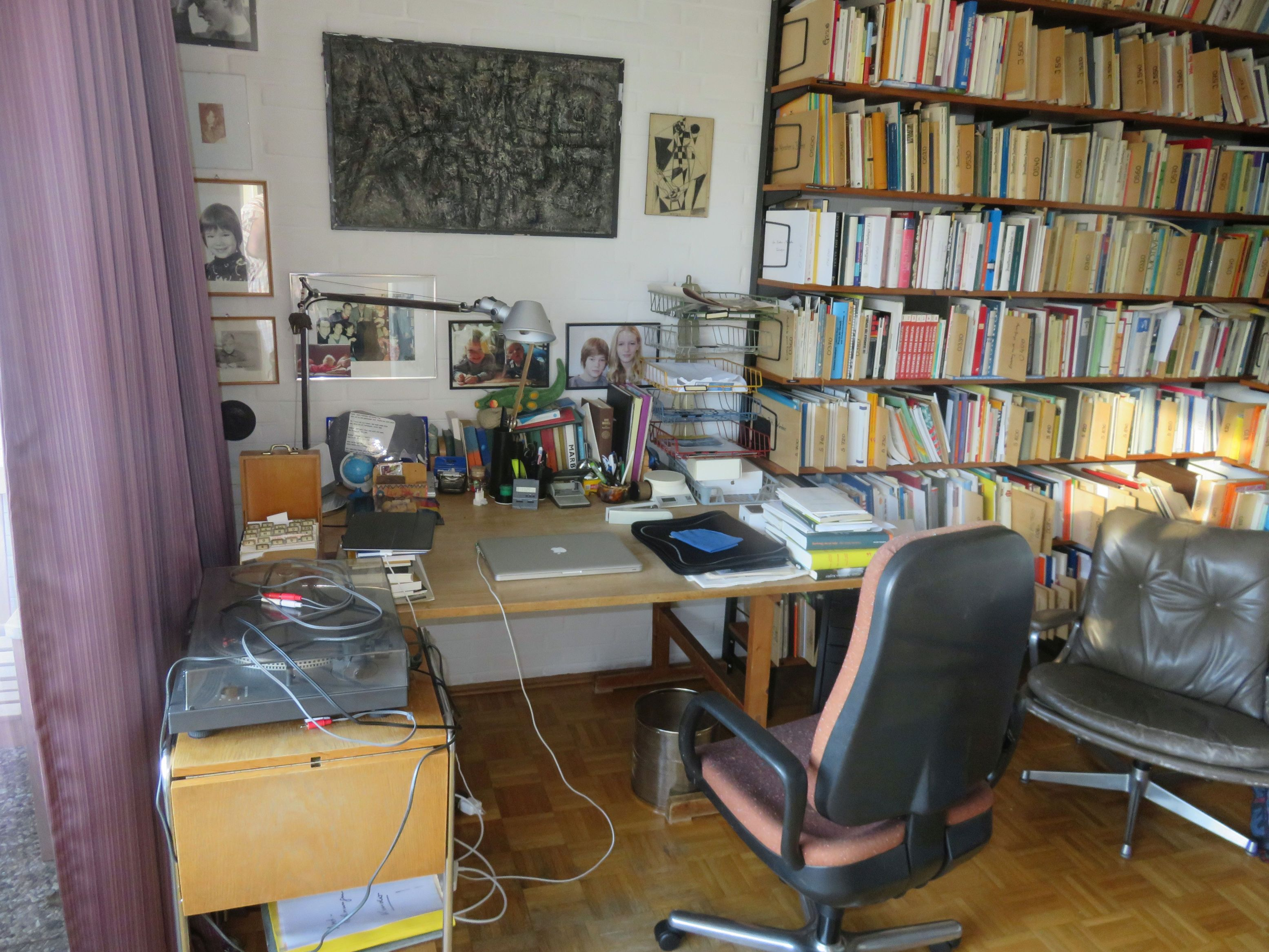
Arbeitszimmer von Schriftsteller Peter Härtling in seinem Wohnhaus in Mörfelden-Walldorf (2019)

Häusliches Arbeitszimmer (auch Homeoffice) ist eine dezentrale Arbeitsorganisation, bei der ein Arbeitnehmer ein Zimmer seiner Wohnung als Arbeitsstätte nutzt.

## Allgemeines
Das „häusliche Arbeitszimmer“ ist ein Rechtsbegriff aus dem Einkommensteuerrecht, während in der Arbeitswelt eher von „Arbeitszimmer“ oder vom „Homeoffice“ gesprochen wird. Es handelt sich um ein Zimmer in einer Privatwohnung, das für die berufliche oder betriebliche Tätigkeit genutzt wird.

## Arbeitsorganisation
Die klassische Arbeitsorganisation geht davon aus, dass die Arbeitskräfte ihre Arbeitsaufgaben in der Arbeitsstätte am Arbeitsplatz auf dem Betriebsgelände oder in den Geschäftsräumen ihres Arbeitgebers verrichten, sofern sie nicht zwingend außerhalb (etwa auf Baustellen, auf Montage oder im Außendienst) zu erfüllen sind. Dies ergibt sich auch aus dem dem Arbeitgeber zustehenden Direktionsrecht des § 106 Abs. 1 GewO, wonach der Arbeitgeber Arbeitsinhalt, Arbeitsort und Arbeitszeit der Arbeitsleistung nach billigem Ermessen näher bestimmen kann, soweit diese Arbeitsbedingungen nicht durch den Arbeitsvertrag, eine Betriebsvereinbarung, einen anwendbaren Tarifvertrag oder gesetzliche Vorschriften festgelegt sind. Dieses Direktionsrecht ermöglicht eine unmittelbare Kontrolle durch Vorgesetzte hinsichtlich Arbeitszeit, Arbeitsqualität und Arbeitsleistung, so dass eine Leistungsbeurteilung möglich wird.

## Rechtsfragen
Das Arbeitszimmer ist sowohl Gegenstand des Arbeits- als auch des Steuerrechts. Das Arbeitsrecht befasst sich mit dem Interesse des Arbeitgebers, dass der Arbeitnehmer seine Arbeitsleistung ganz oder teilweise zu Hause erbringt. Das Steuerrecht beschäftigt sich mit den Betriebsausgaben oder Werbungskosten, die durch das häusliche Arbeitszimmer anfallen. Beide Rechtsgebiete gehen einheitlich davon aus, dass sich ein Arbeitszimmer in einer Wohnung befinden muss und beruflichen Zwecken dient, unterscheiden sich jedoch in den Konsequenzen dieser Rechtsfrage.

### Arbeitsrecht
Mit der Auslagerung der Arbeitsleistung in die Privatsphäre des Arbeitnehmers erspart sich der Arbeitgeber nur dann Verwaltungskosten für die Einrichtung und Unterhaltung von Arbeitsplätzen im Unternehmen, wenn ausschließlich das Homeoffice genutzt wird. Dann hat der Arbeitgeber dem Arbeitnehmer die für die Erbringung der Arbeitsleistung notwendigen Betriebsmittel (Betriebs- und Geschäftsausstattung wie Büromöbel) und Arbeitsmittel (Büromaterial oder Telekommunikationsanlagen) zur Verfügung zu stellen. Dies gilt insbesondere für die Räume, in denen der Arbeitnehmer seine Arbeitsleistung erbringen soll. Dann stellt sich die Rechtsfrage, ob der Arbeitnehmer vom Arbeitgeber Aufwendungsersatz gemäß § 670 BGB für die Büroeinrichtung verlangen kann, wenn diese durch den Arbeitnehmer beschafft wurde. Auch steht in dem Zeitraum, in dem der Arbeitnehmer in dem häuslichen Arbeitszimmer Arbeitsleistungen erbringt, die Wohnfläche nicht zur privaten Nutzung zur Verfügung. Im Fall hatte das Bundesarbeitsgericht (BAG) den Aufwendungsersatzanspruch verneint. Wenn jedoch das Interesse des Arbeitgebers so weit überwiegt, dass das Interesse des Arbeitnehmers vernachlässigt werden kann, ist der Aufwendungsersatz statthaft. Es bedarf mithin bei einem Arbeitsverhältnis konkreter Vereinbarungen in Tarifvertrag, Betriebsvereinbarung oder Arbeitsvertrag über die Kostenverteilung des Arbeitszimmers.
Auch der Arbeitnehmer kann ein Interesse an einem häuslichen Arbeitszimmer haben. Die Einrichtung eines solchen Arbeitsplatzes hat zur Folge, dass sich der Arbeitnehmer Arbeitswege und damit Fahrtzeit und Fahrtkosten erspart. Zudem ist er weitgehend der persönlichen Kontrolle durch Vorgesetzte entzogen. Die hierdurch geringere Fremdbestimmtheit eröffnet Freiräume für eine eigenständigere Arbeitsgestaltung sowie eine individuellere Gestaltung der Arbeitsumgebung. Zudem erleichtert das Arbeitszimmer dem Arbeitnehmer die Kinderbetreuung oder die Heimpflege. Unfälle bei Heimarbeit oder Telearbeit gehören zu den Arbeitsunfällen, wenn sie sich im Arbeitsraum der Wohnung ereignen.

### Steuerrecht
Was steuerrechtlich unter einem häuslichen Arbeitszimmer zu verstehen ist, ist gesetzlich nicht definiert, so dass weitgehend auf die Rechtsprechung des Bundesfinanzhofs (BFH) zurückgegriffen werden muss. Gemäß der gefestigten Rechtsprechung des BFH muss ein Arbeitszimmer folgende Kriterien erfüllen:
- Es wird ausschließlich oder nahezu ausschließlich für betriebliche/berufliche Zwecke genutzt.
- Es ist seiner Lage, Funktion und Ausstattung nach in die häusliche Sphäre des Steuerpflichtigen eingebunden, zugleich jedoch baulich von den privat genutzten Teilen der Wohnung abgegrenzt (Arbeitszimmer, nicht Arbeitsecke).
- Es dient nach seiner Ausstattung der Erzielung von Einnahmen.
- Es dient vorwiegend der Erledigung gedanklicher, schriftlicher, verwaltungstechnischer oder organisatorischer Arbeiten.
- Es ist typischerweise mit Büromöbeln eingerichtet; der Schreibtisch ist regelmäßig das zentrale Möbelstück.
- Es stellt dem Steuerpflichtigen einen Arbeitsplatz in einer Weise zur Verfügung, dass er ihn für seine betriebliche/berufliche Tätigkeit in dem konkret erforderlichen Umfang und in der konkret erforderlichen Art und Weise tatsächlich nutzen kann.
- Das häusliche Arbeitszimmer muss für die Ausübung der beruflichen Tätigkeit nicht erforderlich sein (weil die Arbeit theoretisch auch in den anderen Wohnräumen der Wohnung oder des Einfamilienhauses ausgeübt werden kann).[9]
- Räume mit atypischer Ausstattung und Funktion gelten nicht als Arbeitszimmer, unabhängig davon, ob sie der Lage nach in die häusliche Sphäre eingebunden sind; Beispiele hierfür sind Werkstatt, heilberufliche Praxis, Kanzlei, Behandlungsraum.

Ein Arbeitszimmer ist nicht „häuslich“,
- wenn es in einem fremden Gebäude angemietet wird,
- wenn darin Publikumsverkehr stattfindet oder familienfremde Mitarbeiter beschäftigt werden.

Ein Arbeitszimmer ist demnach ein Raum, in dem eine Tätigkeit ausgeübt wird, die mit einer steuerlichen Einkunftsart im Zusammenhang steht. Im Hinblick auf die Bestimmung der Betriebsausgaben (§ 4 Abs. 5 Nr. 6b EStG) oder Werbungskosten (§ 9 Abs. 5 EStG) gelten für das häusliche Arbeitszimmer Einschränkungen im Vergleich zu anderen beruflich genutzten Räumen (Arbeitszimmern).
Rechtslage ab 1. Januar 2007
Seit 2007 war der Kostenabzug für häusliche Arbeitszimmer beschränkt auf „Vollabzug“ oder „keinen Abzug“. Das Bundesverfassungsgericht lehnte diese Neuregelung aufgrund der Klage eines Lehrerehepaares ab (Abweichung vom objektiven Nettoprinzip).
Daher müssen Aufwendungen für ein Arbeitszimmer auch dann steuerlich abzugsfähig sein, wenn es zwar nicht den Mittelpunkt der beruflichen und betrieblichen Tätigkeit darstellt, dem Steuerpflichtigen aber kein anderweitiger Arbeitsplatz zur Verfügung steht. Der Gesetzgeber hatte rückwirkend ab dem 1. Januar 2007 den verfassungswidrigen Zustand zu beseitigen.
Rechtslage seit Januar 2010
Mit dem Jahressteuergesetz 2010 wurde das häusliche Arbeitszimmer unter gewissen Bedingungen wieder für absetzbar erklärt. Es können bis zu 1250 Euro in der Steuererklärung geltend gemacht werden „wenn für die betriebliche oder berufliche Tätigkeit kein anderer Arbeitsplatz zur Verfügung steht“. Für die Berufsgruppe „Lehrer“ ist damit regelmäßig davon auszugehen, dass obige Bedingung erfüllt ist. Gleiches gilt für weitere Berufsgruppen, z. B. Außendienstmitarbeiter ohne Schreibtisch in einem Firmenbüro.
Rechtslage seit Januar 2023
Die Homeoffice-Pauschale wird ab 2023 entfristet und erhöht. Pro Tag sind sechs Euro in der Einkommenssteuererklärung abzusetzen, bis zu 1260 Euro. Das entspricht 210 Homeoffice-Tagen.
Für 2020 bis 2022 konnten fünf Euro pro Tag an 120 Tagen pro Jahr in der Einkommenssteuererklärung angeben werden – bis zu 600 Euro jährlich.
Die Pauschale gilt unabhängig davon, ob ein Arbeitszimmer vorhanden ist. Absetzen dürfen Arbeitnehmer sie auch, wenn sie einen Arbeitsplatz im Büro haben und trotzdem im Homeoffice arbeiten.
An Homeoffice-Tagen darf man nicht zusätzlich Entfernungspauschalen für den Arbeitsweg geltend machen. Eine Bescheinigung über die Tage im Homeoffice muss kein Arbeitgeber ausstellen.
Auch wer mehreren Tätigkeiten nachgeht, kann nur bis zu 1260 Euro absetzen. Die Homeoffice-Pauschale kann nicht tätigkeitsbezogen vervielfältigt werden.
Ein angemieteter Raum außerhalb der Wohnung (s. o. „nicht-häusliches Arbeitszimmer“) unterliegt keiner Abzugsbegrenzung. Hierbei sind alle anfallenden Kosten absetzbar, wenn das ein schriftlicher Mietvertrag und die regelmäßige bargeldlose Zahlung der Miete nahelegen.
Mittelpunkt der beruflichen und betrieblichen Tätigkeit
Gemäß § 4 Abs. 5 Nr. 6b in Verbindung mit § 9 Abs. 5 EStG 2007 ist ein Abzug der Kosten in unbegrenzter Höhe möglich, wenn das Arbeitszimmer den Mittelpunkt der gesamten betrieblichen und beruflichen Betätigung bildet. Das ist dann der Fall, wenn im häuslichen Arbeitszimmer die für den Beruf oder den Betrieb wesentlichen und prägenden Tätigkeiten verrichtet werden. Die zeitliche Nutzungsdauer des Arbeitszimmers hat nur Indizwirkung.
Erfolgt die berufliche oder betriebliche Tätigkeit im Arbeitszimmer als auch außer Haus, muss der qualitative Schwerpunkt der Gesamttätigkeit ermittelt werden. Hierbei kommt es nicht (mehr) darauf an, ob ein anderweitiger fester Arbeitsplatz vorhanden ist, ob im Arbeitszimmer der größte Teil der Einnahmen erzielt wird oder ob im Arbeitszimmer die „geschäftstragenden Ideen“ entwickelt werden bzw. die unternehmerischen Entscheidungen getroffen werden. Entscheidend ist, dass die Tätigkeiten im Arbeitszimmer die gesamte berufliche oder betriebliche Tätigkeit prägen.
Werden mehrere Tätigkeiten ausgeübt, muss der Mittelpunkt der gesamten Tätigkeit nach folgenden Kriterien ermittelt werden:
Zunächst wird für jede einzelne Tätigkeit der Schwerpunkt bestimmt und dann auf dieser Grundlage der qualitative Schwerpunkt der Gesamttätigkeit. Bestimmend ist dabei der Mittelpunkt der Haupttätigkeit. Wird eine nichtselbständige Vollzeitbeschäftigung ausgeübt, ist diese als Haupttätigkeit für die Ermittlung des Schwerpunktes relevant. Bei Ausübung mehrerer selbständiger Tätigkeiten oder einer nichtselbständigen Teilzeitbeschäftigung müssen weitere Kriterien geprüft werden, anhand derer der Schwerpunkt der Gesamttätigkeit zu bestimmen ist, insbesondere Wertigkeit, Einnahmen und Zeitaufwand der einzelnen Tätigkeiten.
Werden nebeneinander mehrere Tätigkeiten (ohne eine bestimmende Haupttätigkeit) im Arbeitszimmer ausgeübt, gelten folgende Grundsätze:
- Bildet das Arbeitszimmer bei allen Tätigkeiten den qualitativen Schwerpunkt, ist es auch Mittelpunkt der Gesamttätigkeit.
- Liegt der Schwerpunkt bei allen Tätigkeiten außerhalb des Arbeitszimmers, ist ein Abzug nicht (mehr) möglich.
- Liegt der qualitative Schwerpunkt einer Tätigkeit im Arbeitszimmer, aber bei anderen außerhalb, muss eine Einzelfallprüfung vorgenommen werden.

Bei Ausübung einer nichtselbständigen Beschäftigung am Telearbeitsplatz im eigenen Arbeitszimmer kommt es darauf an, ob die Telearbeit ausschließlich im häuslichen Arbeitszimmer ausgeübt wird oder abwechselnd zu Hause und im Betrieb. Bei ausschließlicher Telearbeit im häuslichen Arbeitszimmer bildet dieses den Mittelpunkt der gesamten beruflichen Betätigung, und die Kosten sind in voller Höhe als Werbungskosten absetzbar. Wird die Tätigkeit abwechselnd am betrieblichen Arbeitsplatz und im häuslichen Arbeitszimmer ausgeübt, bildet die zeitliche Aufteilung ein wesentliches Indiz. Wird das Arbeitszimmer an drei Tagen in der Woche genutzt, wird hier auch der qualitative Mittelpunkt der Tätigkeit liegen.
Nicht häusliches Arbeitszimmer
Aufwendungen für nicht häusliche Arbeitszimmer und andere Räume können grundsätzlich steuerlich angesetzt werden. Unter bestimmten Voraussetzungen kann ein Zimmer, das im selben Haus liegt, als außerhäusliches Arbeitszimmer abgesetzt werden, wenn es z. B. mit der Wohnung nicht direkt verbunden ist und über das Arbeitszimmer ein weiterer Mietvertrag geschlossen wurde. Der innere Zusammenhang des Arbeitszimmers mit den in demselben Gebäude gelegenen Wohnräumen ist dann durchbrochen, wenn das Arbeitszimmer über eine der Allgemeinheit zugängliche und auch von anderen Personen genutzte Verkehrsfläche zu erreichen ist.
Einrichtung des Arbeitszimmers
Sollte vom Finanzamt ein häusliches Arbeitszimmer verwehrt werden, betrifft dies nicht alle Kosten. Denn als „Aufwendungen für ein häusliches Arbeitszimmer“ und „Kosten der Ausstattung“ gelten nur folgende Aspekte:
- Die anteiligen Raumkosten wie Miete, Heizung und Strom etc. sowie
- die dekorative Ausstattung des Raumes wie zum Beispiel Gardinen, Tapete, Teppich, Decken- und Wandlampen.

Beruflich oder betrieblich genutzte Arbeitsmittel müssen vom Finanzamt als Werbungskosten oder Betriebsausgaben anerkannt werden, auch wenn sie in Privaträumen genutzt werden. Darunter zählen Ausgaben für:
- Schreibtisch,
- Bürostuhl/Gymnastikball (als rückenschonende Sitzgelegenheit),
- PC mit Zubehör (z. B. Drucker und Scanner),
- Telefon und/oder Faxgerät,
- Ablagen und Regale für Bücher und Unterlagen,
- Papierkorb/Aktenvernichter,
- Fachbücher.

### Infektionsschutzgesetz
Infolge der COVID-19-Pandemie in Deutschland musste der Arbeitgeber seit Januar 2021 gemäß der SARS-CoV-2-Arbeitsschutzverordnung bzw. von April bis Juni 2021 und erneut von November 2021 bis März 2022 gemäß § 28b Abs. 4 IfSG a. F. den Beschäftigten im Fall von Büroarbeit oder vergleichbaren Tätigkeiten anbieten, diese Tätigkeiten in deren Wohnung auszuführen, wenn keine zwingenden betriebsbedingten Gründe entgegenstanden. Die Beschäftigten hatten dieses Angebot anzunehmen, soweit ihrerseits keine Gründe entgegenstanden. 

## Wirtschaftliche und organisatorische Aspekte
Der Arbeitgeber hat beim Angebot von Homeoffices diese in einem vergleichbaren Umfang mit Arbeitsmitteln wie den Arbeitsplatz im Unternehmen auszustatten, so dass die Erfüllung der Arbeitsaufgaben gewährleistet ist. Zu den Arbeitsmitteln gehören unter anderem Arbeitsgeräte, Betriebs- und Geschäftsausstattung, Büromaschinen, Personal Computer und Peripheriegeräte oder Telekommunikationsanlagen (Telearbeit). Büromöbel sind alle Arbeitsmittel, die für den Einsatz im Büro bestimmt sind und deshalb auch zur Ausstattung eines Homeoffice gehören. Hierzu zählen insbesondere der Schreibtisch mit Bürostuhl und Regalen für Aktenordner sowie Büroschränke.
Führungskräfte können ihre Mitarbeiter nicht mehr direkt beobachten und kontrollieren, denn das Homeoffice stellt eine Führung auf Distanz dar. Es fehlt deshalb an unmittelbarer Kontrolle, die Arbeitsergebnisse und die Computernutzung müssen ersatzweise als mittelbare Kontrolle dienen. Die Kontrolle kann sich auf die Nutzung der Computer und Kommunikationsmittel erstrecken (Auswertung der technischen und Nutzungsdaten) sowie auf das Arbeitsvolumen und die Arbeitsqualität. Die Einhaltung der Arbeitszeit beruht weitgehend auf dem Vertrauen des Arbeitgebers. Leistungsbeurteilungen sind nur bei unmittelbarer Beobachtung durch Vorgesetzte möglich, so dass ein Arbeitszimmer die Beurteilungen erschwert.
Die Arbeitsproduktivität ist mindestens genau so hoch, der Krankenstand sogar geringer als in der Arbeitsstätte, wie Studien belegen. Netzwerksicherheit kann unter anderem durch VPN-Server erreicht werden, die Unternehmensdaten zentral im Unternehmen speichern. Die Arbeitsmotivation der zu Hause Arbeitenden erfordert eine höhere Eigenverantwortung, Selbständigkeit, Ergebnisorientiertheit, Selbstmotivation und Eigenführung als in der Arbeitsstätte. Durch Homeoffices gibt es praktisch keinen Arbeitsweg, Wegeunfälle und Pendlertum entfallen, wodurch die Verkehrsdichte in der Hauptverkehrszeit verringert wird und die öffentlichen Verkehrswege teilweise, wenn auch in klima- und verkehrspolitischer Hinsicht noch nicht ausreichend entlastet werden.
Durch die Corona-Pandemie hat die Nutzung von Homeoffice-Arbeitsplätzen erheblich zugenommen. Teilweise durch gesetzlichen Zwang bedingt ist der Anteil der Heimarbeit erheblich gestiegen. So lag der Anteil der im Homeoffice arbeitenden Beschäftigten vor der Pandemie in Deutschland bei 5 % und stieg beim ersten Lockdown im April 2020 auf 37 % an, sank im Juni 2020 auf 16 % und erhöhte sich kontinuierlich bis auf 24 % im Januar 2021.

## International
Eurostat zufolge verteilten sich vor der Pandemie im Jahre 2018 die Anteile der Beschäftigten, die normalerweise von zuhause aus arbeiten, wie folgt:
| Land                   | Anteil Homeoffice 2018 (in %) | Anteil Homeoffice 2020 (in %) |
| ---------------------- | ----------------------------- | ----------------------------- |
| Belgien                | 6,6                           | 54,0                          |
| Dänemark               | 7,8                           | 46,0                          |
| Deutschland            | 5,0                           | 37,0                          |
| Finnland               | 13,3                          | 58,0                          |
| Frankreich             | 6,6                           | 37,0                          |
| Griechenland           | 2,0                           | 26,0                          |
| Irland                 | 6,5                           | 44,0                          |
| Island                 | 6,5                           | –                             |
| Italien                | 3,6                           | 41,0                          |
| Luxemburg              | 11,0                          | 56,0                          |
| Niederlande            | 14,0                          | 55,0                          |
| Österreich             | 10,0                          | 42,0                          |
| Portugal               | 6,1                           | 38,0                          |
| Schweden               | 5,3                           | 42,0                          |
| Schweiz                | 4,1                           | 41,0                          |
| Spanien                | 4,3                           | 31,0                          |
| Vereinigtes Königreich | 4,4                           | 53,0                          |

In Großbritannien wird unter dem Home Office das Innenministerium verstanden, während der in der Wohnung befindliche Arbeitsplatz mit englisch work from home, remote working umschrieben wird. Der in Deutschland eingeführte Begriff wird allmählich auch im Englischen eingeführt. In den Vereinigten Staaten ist das Home Office das Arbeitszimmer selbst, nicht jedoch die Tätigkeit darin. Insofern ist Home Office (noch) teilweise als Scheinanglizismus einzustufen.
In den Niederlanden gibt es seit Januar 2016 das „Gesetz über Flexibilität am Arbeitsplatz“ (niederländisch Wet flexibel werken), das zwar einen Rechtsanspruch der Arbeitnehmer auf Zustimmung zu Änderungen der Arbeitszeit und ihrer Verteilung enthält, jedoch keinen Anspruch auf Telearbeit beinhaltet. Seit Oktober 2019 besteht in Frankreich und Belgien für alle Arbeitnehmer mit Homeoffice-Möglichkeit auch eine entsprechende Pflicht.

## Abgrenzung
Während bei Homeoffice sämtliche Büroarbeiten zu Hause ausgeführt werden, beschränkt sich die Telearbeit überwiegend auf Tätigkeiten mit dem Personal Computer und der sonstigen Telekommunikation. Heimarbeit umfasst überwiegend handwerkliche Tätigkeiten.